# Microula galactantha
Microula galactantha är en strävbladig växtart som beskrevs av W.T.Yu, S.T.Chen och Z.K.Zhou. Microula galactantha ingår i släktet Microula och familjen strävbladiga växter. Inga underarter finns listade i Catalogue of Life.